# تلویژن
تلویژن (انگلیسی: Television) گروه موسیقی راک آمریکایی برخاسته از نیویورک است که سال ۱۹۷۳ توسط تام ورلن و ریچارد هل بنیان گذارده شد و سهم عمده‌ای در شکل‌گیری سبک پانک راک و موسیقی آلترناتیو در دهه ۱۹۷۰ میلادی ایفا کرد. آلبوم نخست گروه، «ماه سایبان» (Marquee Moon)، از آلبوم‌های بنیادین موسیقی پانک به‌شمار می‌رود.